# Aldina berryi
Aldina berryi är en ärtväxtart som beskrevs av John Macqueen Cowan och Julian Alfred Steyermark. Aldina berryi ingår i släktet Aldina och familjen ärtväxter. Inga underarter finns listade i Catalogue of Life.